# DNM3
Dynamin-3 là protein ở người được mã hóa bởi gen DNM3. Protein mã hóa bởi gen này là thành viên thuộc họ dynamin, sở hữu những đặc tính hóa cơ học tham gia vào quá trình hình thành actin-màng, chủ yếu góp chân trong hoạt động nảy chồi màng. DNM3 được tăng cường điều chỉnh khi mắc hội chứng Sézary.